# Světový pohár v rychlobruslení 2021/2022
Světový pohár v rychlobruslení 2021/2022 byl 37. ročník Světového poháru v rychlobruslení. Konal se v období od 12. listopadu 2021 do 13. března 2022. Soutěž byla organizována Mezinárodní bruslařskou unií (ISU).
První čtyři mítinky sloužily jako kvalifikace pro Mistrovství Evropy, sprinterské a vícebojařské mistrovství světa a Zimní olympijské hry 2022, první tři mítinky navíc byly využity jako kvalifikace pro Mistrovství čtyř kontinentů.

## Kalendář
| Místo               | Datum                  | 500 m | 1000 m | 1500 m | 3 km/5 km | 5 km/10 km | hromadný start | týmový sprint | stíhací závod |
| ------------------- | ---------------------- | ----- | ------ | ------ | --------- | ---------- | -------------- | ------------- | ------------- |
| Tomaszów Mazowiecki | 12.–14. listopadu 2021 | 2×    | 1×     | 1×     | 1×        |            | 1×             |               | 1×            |
| Stavanger           | 19.–21. listopadu 2021 | 2×    | 1×     | 1×     |           | 1×         |                | 1×            |               |
| Salt Lake City      | 3.–5. prosince 2021    | 2×    | 1×     | 1×     | 1×        |            | 1×             |               | 1×            |
| Calgary             | 10.–12. prosince 2021  | 2×    | 1×     | 1×     | 1×        |            | 1×             |               | 1×            |
| Heerenveen          | 12.–13. března 2022    | 2×    | 1×     | 1×     | 1×        |            | 1×             |               |               |

## Výsledky – muži

### 500 m
| Místo                 | 1. místo         | Čas      | 2. místo                         | Čas       | 3. místo         | Čas       |
| --------------------- | ---------------- | -------- | -------------------------------- | --------- | ---------------- | --------- |
| Tomaszów Mazowiecki 1 | Kao Tching-jü    | 34,26    | Tacuja Šinhama                   | 34,54     | Laurent Dubreuil | 34,68     |
| Tomaszów Mazowiecki 2 | Tacuja Šinhama   | 34,69    | Laurent Dubreuil                 | 34,73     | Wataru Morišige  | 34,74     |
| Stavanger 1           | Laurent Dubreuil | 34,57    | Arťom Arefjev                    | 34,60     | Marek Kania      | 34,65     |
| Stavanger 2           | Tacuja Šinhama   | 34,57    | Laurent Dubreuil                 | 34,61     | Arťom Arefjev    | 34,67     |
| Salt Lake City 1      | Jamato Macui     | 34,04    | Wataru Morišige                  | 34,09 (1) | Laurent Dubreuil | 34,09 (9) |
| Salt Lake City 2      | Wataru Morišige  | 33,99    | Arťom Arefjev                    | 34,00     | Laurent Dubreuil | 34,05     |
| Calgary 1             | Laurent Dubreuil | 33,77    | Kao Tching-jü                    | 33,87     | Júma Murakami    | 33,89     |
| Calgary 2             | Viktor Muštakov  | 33,90    | Júma Murakami                    | 33,99     | Laurent Dubreuil | 34,06     |
| Heerenveen 1          | Tacuja Šinhama   | 34,38    | Laurent Dubreuil Wataru Morišige | 34,53 (2) | —                | —         |
| Heerenveen 2          | Tacuja Šinhama   | 34,48    | Piotr Michalski                  | 34,61     | Wataru Morišige  | 34,63 (4) |
|                       |                  |          |                                  |           |                  |           |
| Celkové pořadí        | Laurent Dubreuil | 614 bodů | Tacuja Šinhama                   | 586 bodů  | Wataru Morišige  | 555 bodů  |

### 1000 m
| Místo               | 1. místo        | Čas      | 2. místo     | Čas      | 3. místo        | Čas      |
| ------------------- | --------------- | -------- | ------------ | -------- | --------------- | -------- |
| Tomaszów Mazowiecki | Hein Otterspeer | 1:08,67  | Thomas Krol  | 1:08,69  | Kjeld Nuis      | 1:08,83  |
| Stavanger           | Thomas Krol     | 1:08,66  | Kai Verbij   | 1:08,68  | Kjeld Nuis      | 1:08,74  |
| Salt Lake City      | Thomas Krol     | 1:06,44  | Kjeld Nuis   | 1:06,86  | Hein Otterspeer | 1:06,95  |
| Calgary             | Ning Čung-jen   | 1:06,65  | Jordan Stolz | 1:06,96  | Viktor Muštakov | 1:06,98  |
| Heerenveen          | Kjeld Nuis      | 1:08,05  | Thomas Krol  | 1:08,24  | Hein Otterspeer | 1:08,70  |
|                     |                 |          |              |          |                 |          |
| Celkové pořadí      | Thomas Krol     | 282 bodů | Kjeld Nuis   | 270 bodů | Hein Otterspeer | 238 bodů |

### 1500 m
| Místo               | 1. místo      | Čas      | 2. místo      | Čas      | 3. místo             | Čas      |
| ------------------- | ------------- | -------- | ------------- | -------- | -------------------- | -------- |
| Tomaszów Mazowiecki | Kim Min-sok   | 1:46,15  | Ning Čung-jen | 1:46,19  | Joey Mantia          | 1:46,38  |
| Stavanger           | Ning Čung-jen | 1:45,16  | Joey Mantia   | 1:45,55  | Kim Min-sok          | 1:45,63  |
| Salt Lake City      | Joey Mantia   | 1:41,15  | Ning Čung-jen | 1:41,38  | Thomas Krol          | 1:41,89  |
| Calgary             | Joey Mantia   | 1:41,86  | Connor Howe   | 1:42,42  | Allan Dahl Johansson | 1:43,27  |
| Heerenveen          | Kjeld Nuis    | 1:43,48  | Thomas Krol   | 1:43,79  | Connor Howe          | 1:44,39  |
|                     |               |          |               |          |                      |          |
| Celkové pořadí      | Joey Mantia   | 280 bodů | Connor Howe   | 256 bodů | Kjeld Nuis           | 224 bodů |

### 5000 m/10 000 m
| Místo               | Disciplína     | 1. místo          | Čas          | 2. místo        | Čas      | 3. místo        | Čas      | Příp. další česká účast   | Čas     |
| ------------------- | -------------- | ----------------- | ------------ | --------------- | -------- | --------------- | -------- | ------------------------- | ------- |
| Tomaszów Mazowiecki | 05000 m        | Nils van der Poel | 6:15,56      | Ted-Jan Bloemen | 6:20,94  | Patrick Roest   | 6:21,03  | 34. (div. B) Lukáš Steklý | 6:47,87 |
| Stavanger           | 10 000 m       | Nils van der Poel | 12:38,92     | Jorrit Bergsma  | 12:56,08 | Ted-Jan Bloemen | 13:00,23 | —                         | —       |
| Salt Lake City      | 05000 m        | Nils van der Poel | 6:01,56 (WR) | Patrick Roest   | 6:04,41  | Davide Ghiotto  | 6:07,27  | 37. (div. B) Lukáš Steklý | 6:38,65 |
| Calgary             | 05000 m        | Nils van der Poel | 6:04,29      | Davide Ghiotto  | 6:09,34  | Ted-Jan Bloemen | 6:09,52  | 36. (div. B) Lukáš Steklý | 6:43,72 |
| Heerenveen          | 05000 m        | Nils van der Poel | 6:08,81      | Bart Swings     | 6:15,12  | Davide Ghiotto  | 6:19,38  | —                         | —       |
|                     |                |                   |              |                 |          |                 |          |                           |         |
| Celkové pořadí      | Celkové pořadí | Nils van der Poel | 360 bodů     | Davide Ghiotto  | 272 bodů | Ted-Jan Bloemen | 264 bodů | 68. Lukáš Steklý          | 0 bodů  |

### Závod s hromadným startem
| Místo               | 1. místo          | Sprint. body (čas) | 2. místo           | Sprint. body (čas) | 3. místo        | Sprint. body (čas) | Příp. další česká účast | Sprint. body (čas) |
| ------------------- | ----------------- | ------------------ | ------------------ | ------------------ | --------------- | ------------------ | ----------------------- | ------------------ |
| Tomaszów Mazowiecki | Masahito Obajaši  | 66 b. (7:54,91)    | Ruslan Zacharov    | 44 b. (7:56,99)    | Zbigniew Bródka | 26 b. (8:09,48)    | 16. Lukáš Steklý        | DSQ                |
| Salt Lake City      | Bart Swings       | 61 b. (7:25,42)    | Viktor Hald Thorup | 42 b. (7:26,11)    | Ruslan Zacharov | 23 b. (7:27,04)    | 17. (SMF2) Lukáš Steklý | 0 b. (7:51,84)     |
| Calgary             | Albertus Hoolwerf | 66 b. (7:38,88)    | Bart Swings        | 40 b. (7:46,36)    | Felix Rijhnen   | 29 b. (7:46,49)    | 16. (SMF2) Lukáš Steklý | 0 b. (7:47,49)     |
| Heerenveen          | Bart Swings       | 60 b. (7:43,91)    | Andrea Giovannini  | 40 b. (7:44,21)    | Jorrit Bergsma  | 20 b. (7:44,84)    | —                       | —                  |
|                     |                   |                    |                    |                    |                 |                    |                         |                    |
| Celkové pořadí      | Bart Swings       | 652 bodů           | Andrea Giovannini  | 550 bodů           | Ruslan Zacharov | 425 bodů           | 30. Lukáš Steklý        | 89 bodů            |

### Týmový sprint
| Místo          | 1. místo                                        | Čas     | 2. místo                                                                | Čas     | 3. místo                                        | Čas     |
| -------------- | ----------------------------------------------- | ------- | ----------------------------------------------------------------------- | ------- | ----------------------------------------------- | ------- |
| Stavanger      | Čína Wang Chao-tchien Lien C'-wen Ning Čung-jen | 1:20,12 | Norsko Bjørn Magnussen Henrik Fagerli Rukke Håvard Holmefjord Lorentzen | 1:21,02 | Polsko Marek Kania Piotr Michalski Damian Żurek | 1:21,25 |
|                |                                                 |         |                                                                         |         |                                                 |         |
| Celkové pořadí | Čína                                            | Čína    | Norsko                                                                  | Norsko  | Polsko                                          | Polsko  |

### Stíhací závod družstev
| Místo               | 1. místo                                           | Čas          | 2. místo                                                         | Čas      | 3. místo                                                   | Čas      |
| ------------------- | -------------------------------------------------- | ------------ | ---------------------------------------------------------------- | -------- | ---------------------------------------------------------- | -------- |
| Tomaszów Mazowiecki | Nizozemsko Sven Kramer Patrick Roest Marcel Bosker | 3:44,56      | Kanada Ted-Jan Bloemen Jordan Belchos Connor Howe                | 3:45,76  | Japonsko Seitaró Ičinohe Shane Williamson Masahito Obajaši | 3:45,81  |
| Salt Lake City      | USA Joey Mantia Emery Lehman Casey Dawson          | 3:34,47 (WR) | Norsko Peder Kongshaug Hallgeir Engebråten Kristian Ulekleiv     | 3:36,39  | Itálie Andrea Giovannini Nicola Tumolero Michele Malfatti  | 3:37,98  |
| Calgary             | USA Casey Dawson Emery Lehman Ethan Cepuran        | 3:35,59      | Norsko Peder Kongshaug Hallgeir Engebråten Sverre Lunde Pedersen | 3:36,24  | Kanada Ted-Jan Bloemen Connor Howe Jordan Belchos          | 3:38,60  |
|                     |                                                    |              |                                                                  |          |                                                            |          |
| Celkové pořadí      | USA                                                | 312 bodů     | Norsko                                                           | 302 bodů | Kanada                                                     | 284 bodů |

## Výsledky – ženy

### 500 m
| Místo                 | 1. místo            | Čas      | 2. místo            | Čas      | 3. místo            | Čas      | Příp. další česká účast        | Čas     |
| --------------------- | ------------------- | -------- | ------------------- | -------- | ------------------- | -------- | ------------------------------ | ------- |
| Tomaszów Mazowiecki 1 | Erin Jacksonová     | 37,61    | Nao Kodairaová      | 37,74    | Olga Fatkulinová    | 38,07    | —                              | —       |
| Tomaszów Mazowiecki 2 | Erin Jacksonová     | 37,55    | Angelina Golikovová | 37,63    | Nao Kodairaová      | 37,78    | —                              | —       |
| Stavanger 1           | Erin Jacksonová     | 37,60    | Nao Kodairaová      | 37,70    | Kaja Ziomeková      | 37,74    | —                              | —       |
| Stavanger 2           | Nao Kodairaová      | 37,52    | Erin Jacksonová     | 37,67    | Angelina Golikovová | 37,71    | —                              | —       |
| Salt Lake City 1      | Erin Jacksonová     | 36,80    | Angelina Golikovová | 36,93    | Femke Koková        | 37,01    | —                              | —       |
| Salt Lake City 2      | Andżelika Wójciková | 36,77    | Angelina Golikovová | 36,78    | Olga Fatkulinová    | 36,93    | —                              | —       |
| Calgary 1             | Olga Fatkulinová    | 36,72    | Nao Kodairaová      | 36,81    | Angelina Golikovová | 36,82    | 10. (div. B) Nikola Zdráhalová | 38,34   |
| Calgary 2             | Angelina Golikovová | 36,66    | Nao Kodairaová      | 36,76    | Erin Jacksonová     | 36,92    | 6. (div. B) Nikola Zdráhalová  | 38,10   |
| Heerenveen 1          | Erin Jacksonová     | 37,32    | Femke Koková        | 37,64    | Nao Kodairaová      | 37,72    | —                              | —       |
| Heerenveen 2          | Erin Jacksonová     | 37,32    | Brittany Boweová    | 37,55    | Kim Min-son         | 37,58    | —                              | —       |
|                       |                     |          |                     |          |                     |          |                                |         |
| Celkové pořadí        | Erin Jacksonová     | 660 bodů | Nao Kodairaová      | 572 bodů | Kaja Ziomeková      | 432 bodů | 45. Nikola Zdráhalová          | 26 bodů |

### 1000 m
| Místo               | 1. místo         | Čas      | 2. místo         | Čas      | 3. místo         | Čas      | Příp. další česká účast                                      | Čas             |
| ------------------- | ---------------- | -------- | ---------------- | -------- | ---------------- | -------- | ------------------------------------------------------------ | --------------- |
| Tomaszów Mazowiecki | Brittany Boweová | 1:14,78  | Miho Takagiová   | 1:15,38  | Nao Kodairaová   | 1:15,71  | 3. (div. B) Nikola Zdráhalová 24. (div. B) Martina Sáblíková | 1:17,99 1:20,48 |
| Stavanger           | Brittany Boweová | 1:14,16  | Miho Takagiová   | 1:15,01  | Nao Kodairaová   | 1:15,16  | 18. Nikola Zdráhalová                                        | 1:17,75         |
| Salt Lake City      | Miho Takagiová   | 1:11,83  | Jutta Leerdamová | 1:12,25  | Brittany Boweová | 1:12,60  | 19. Nikola Zdráhalová                                        | 1:15,34         |
| Calgary             | Nao Kodairaová   | 1:12,51  | Brittany Boweová | 1:12,54  | Olga Fatkulinová | 1:13,15  | 11. Nikola Zdráhalová                                        | 1:13,83         |
| Heerenveen          | Miho Takagiová   | 1:13,28  | Brittany Boweová | 1:14,07  | Kimi Goetzová    | 1:15,10  | —                                                            | —               |
|                     |                  |          |                  |          |                  |          |                                                              |                 |
| Celkové pořadí      | Brittany Boweová | 330 bodů | Miho Takagiová   | 288 bodů | Nao Kodairaová   | 268 bodů | 21. Nikola Zdráhalová 71. Martina Sáblíková                  | 96 bodů 0 bodů  |

### 1500 m
| Místo               | 1. místo         | Čas      | 2. místo              | Čas      | 3. místo              | Čas      | Příp. další česká účast                                        | Čas                     |
| ------------------- | ---------------- | -------- | --------------------- | -------- | --------------------- | -------- | -------------------------------------------------------------- | ----------------------- |
| Tomaszów Mazowiecki | Miho Takagiová   | 1:56,00  | Brittany Boweová      | 1:56,60  | Naděžda Morozovová    | 1:56,92  | 19. Martina Sáblíková 3. (div. B) Nikola Zdráhalová            | 2:01,66 2:00,21         |
| Stavanger           | Miho Takagiová   | 1:55,67  | Ireen Wüstová         | 1:56,25  | Ajano Satóová         | 1:56,51  | 15. Nikola Zdráhalová                                          | 1:59,09                 |
| Salt Lake City      | Miho Takagiová   | 1:49,99  | Ajano Satóová         | 1:51,46  | Antoinette de Jongová | 1:51,72  | 2. (div. B) Nikola Zdráhalová 32. (div. B) Zuzana Kuršová      | 1:53,47 2:02,89         |
| Calgary             | Brittany Boweová | 1:52,05  | Nana Takagiová        | 1:52,06  | Ajano Satóová         | 1:52,19  | 9. Nikola Zdráhalová 32. (div. B) Zuzana Kuršová               | 1:53,89 1:59,80         |
| Heerenveen          | Miho Takagiová   | 1:53,32  | Antoinette de Jongová | 1:54,33  | Ragne Wiklundová      | 1:54,75  | —                                                              | —                       |
|                     |                  |          |                       |          |                       |          |                                                                |                         |
| Celkové pořadí      | Miho Takagiová   | 300 bodů | Brittany Boweová      | 256 bodů | Ajano Satóová         | 252 bodů | 18. Nikola Zdráhalová 38. Martina Sáblíková 58. Zuzana Kuršová | 103 bodů 22 bodů 0 bodů |

### 3000 m/5000 m
| Místo               | Disciplína     | 1. místo                 | Čas      | 2. místo              | Čas      | 3. místo                 | Čas      | Příp. další česká účast                                                         | Čas                     |
| ------------------- | -------------- | ------------------------ | -------- | --------------------- | -------- | ------------------------ | -------- | ------------------------------------------------------------------------------- | ----------------------- |
| Tomaszów Mazowiecki | 3000 m         | Irene Schoutenová        | 4:04,00  | Isabelle Weidemannová | 4:05,25  | Francesca Lollobrigidová | 4:06,52  | 6. Martina Sáblíková 13. Nikola Zdráhalová                                      | 4:07,46 4:13,76         |
| Stavanger           | 5000 m         | Irene Schoutenová        | 6:52,83  | Isabelle Weidemannová | 6:54,95  | Ragne Wiklundová         | 6:56,46  | 4. Martina Sáblíková 10. (div. B) Nikola Zdráhalová                             | 7:00,79 7:12,89         |
| Salt Lake City      | 3000 m         | Irene Schoutenová        | 3:52,89  | Antoinette de Jongová | 3:55,19  | Ragne Wiklundová         | 3:55,51  | 5. Martina Sáblíková 17. (div. B) Nikola Zdráhalová 35. (div. B) Zuzana Kuršová | 3:56,71 4:08,07 4:22,60 |
| Calgary             | 3000 m         | Francesca Lollobrigidová | 3:54,43  | Isabelle Weidemannová | 3:55,33  | Martina Sáblíková        | 3:55,50  | 2. (div. B) Nikola Zdráhalová 29. (div. B) Zuzana Kuršová                       | 3:59,66 4:15,42         |
| Heerenveen          | 3000 m         | Irene Schoutenová        | 3:56,82  | Ragne Wiklundová      | 3:57,15  | Martina Sáblíková        | 3:57,16  | —                                                                               | —                       |
|                     |                |                          |          |                       |          |                          |          |                                                                                 |                         |
| Celkové pořadí      | Celkové pořadí | Irene Schoutenová        | 300 bodů | Ragne Wiklundová      | 290 bodů | Francesca Lollobrigidová | 266 bodů | 4. Martina Sáblíková 19. Nikola Zdráhalová 59. Zuzana Kuršová                   | 265 bodů 83 bodů 0 bodů |

### Závod s hromadným startem
| Místo               | 1. místo                 | Sprint. body (čas) | 2. místo              | Sprint. body (čas) | 3. místo                 | Sprint. body (čas) | Příp. další česká účast                                | Sprint. body (čas)            |
| ------------------- | ------------------------ | ------------------ | --------------------- | ------------------ | ------------------------ | ------------------ | ------------------------------------------------------ | ----------------------------- |
| Tomaszów Mazowiecki | Irene Schoutenová        | 62 b. (8:25,21)    | Ivanie Blondinová     | 40 b. (8:25,49)    | Francesca Lollobrigidová | 24 b. (8:25,65)    | 12. (SMF1) Zuzana Kuršová 10. (SMF2) Nikola Zdráhalová | 0 b. (9:01,49) 2 b. (8:36,31) |
| Salt Lake City      | Ivanie Blondinová        | 60 b. (8:31,87)    | Marijke Groenewoudová | 40 b. (8:31,88)    | Sofie Karoline Haugenová | 22 b. (8:32,26)    | 14. (SMF1) Zuzana Kuršová 12. (SMF2) Nikola Zdráhalová | 0 b. (8:26,86) 0 b. (8:37,68) |
| Calgary             | Francesca Lollobrigidová | 60 b. (8:29,51)    | Ivanie Blondinová     | 40 b. (8:29,71)    | Jelizaveta Golubevová    | 20 b. (8:29,72)    | 7. Nikola Zdráhalová 16. (SMF1) Zuzana Kuršová         | 2 b. (8:35,03) 0 b. (8:17,52) |
| Heerenveen          | Irene Schoutenová        | 60 b. (8:53,67)    | Marijke Groenewoudová | 40 b. (8:53,90)    | Francesca Lollobrigidová | 21 b. (8:54,66)    | —                                                      | —                             |
|                     |                          |                    |                       |                    |                          |                    |                                                        |                               |
| Celkové pořadí      | Francesca Lollobrigidová | 602 bodů           | Ivanie Blondinová     | 578 bodů           | Irene Schoutenová        | 506 bodů           | 22. Nikola Zdráhalová 32. Zuzana Kuršová               | 158 bodů 81 bodů              |

### Týmový sprint
| Místo          | 1. místo                                                      | Čas     | 2. místo                                                    | Čas     | 3. místo                               | Čas     |
| -------------- | ------------------------------------------------------------- | ------- | ----------------------------------------------------------- | ------- | -------------------------------------- | ------- |
| Stavanger      | Polsko Andżelika Wójciková Kaja Ziomeková Natalia Czerwonková | 1:28,36 | Kanada Maddison Pearmanová Alexa Scottová Ivanie Blondinová | 1:28,54 | Čína Čang Li-na Ťin Ťing-ču Li Čchi-š' | 1:28,57 |
|                |                                                               |         |                                                             |         |                                        |         |
| Celkové pořadí | Polsko                                                        | Polsko  | Kanada                                                      | Kanada  | Čína                                   | Čína    |

### Stíhací závod družstev
| Místo               | 1. místo                                                          | Čas      | 2. místo                                                     | Čas      | 3. místo                                                             | Čas      |
| ------------------- | ----------------------------------------------------------------- | -------- | ------------------------------------------------------------ | -------- | -------------------------------------------------------------------- | -------- |
| Tomaszów Mazowiecki | Kanada Ivanie Blondinová Isabelle Weidemannová Valérie Maltaisová | 3:00,28  | Japonsko Miho Takagiová Misaki Ošigiriová Ajano Satóová      | 3:01,51  | Nizozemsko Ireen Wüstová Irene Schoutenová Antoinette de Jongová     | 3:02,69  |
| Salt Lake City      | Kanada Valérie Maltaisová Ivanie Blondinová Isabelle Weidemannová | 2:52,39  | Nizozemsko Ireen Wüstová Irene Schoutenová Melissa Wijfjeová | 2:52,69  | Rusko Jelizaveta Golubevová Natalja Voroninová Jevgenija Lalenkovová | 2:56,22  |
| Calgary             | Kanada Valérie Maltaisová Ivanie Blondinová Isabelle Weidemannová | 2:52,06  | Japonsko Nana Takagiová Miho Takagiová Ajano Satóová         | 2:52,89  | Čína Chan Mej Li Čchi-š' Ahena Er Adake                              | 2:58,42  |
|                     |                                                                   |          |                                                              |          |                                                                      |          |
| Celkové pořadí      | Kanada                                                            | 360 bodů | Japonsko                                                     | 284 bodů | Nizozemsko                                                           | 280 bodů |